# Ajaigarh
Ajaigarh è una suddivisione dell'India, classificata come nagar panchayat, di 13.979 abitanti, situata nel distretto di Panna, nello stato federato del Madhya Pradesh. In base al numero di abitanti la città rientra nella classe IV (da 10.000 a 19.999 persone).

## Geografia fisica
La città è situata a 24° 53' 60 N e 80° 16' 0 E e ha un'altitudine di 317 m s.l.m..

## Società

### Evoluzione demografica
Al censimento del 2001 la popolazione di Ajaigarh assommava a 13.979 persone, delle quali 7.442 maschi e 6.537 femmine. I bambini di età inferiore o uguale ai sei anni assommavano a 2.281, dei quali 1.209 maschi e 1.072 femmine. Infine, coloro che erano in grado di saper almeno leggere e scrivere erano 8.183, dei quali 4.974 maschi e 3.209 femmine.